# Jean-François Collin d'Harleville
Pour les articles homonymes, voir Collin.
Jean-François Collin d’Harleville, né le 30 mai 1755 à Maintenon et mort le 24 février 1806, rue Taranne à Paris, est un dramaturge français. Il se fit appeler « Collin d’Harleville » du nom d’une terre qu’il possédait dans ce hameau de Bailleau-Armenonville.

## Biographie

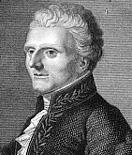
Jean-François Collin d'Harleville.

Il est le huitième enfant de Eme Martin Collin, avocat en Parlement, et d'Anne Martine Arterier. 
Il fait ses études au collège de Lisieux à Paris, il y bénéficie d'une bourse obtenue par la protection de Louis, duc de Noailles. Sur les instances de sa famille, il entre comme clerc chez un procureur au parlement de Paris où il passe quatre ou cinq années fort ennuyeuses, avant de devenir avocat à Chartres à partir de 1780, tout en prenant le temps de cultiver les lettres.
Il débute au théâtre avec une comédie en un acte et en prose, L’Inconstant, qu’il destinait à l’Ambigu-Comique. Sur les conseils de Préville, il l’étend à trois actes et la met en vers : sous cette forme, L’Inconstant est reçu à la Comédie-Française en 1780, mais n'est joué qu’en 1784 à Versailles et en 1786 à Paris. La pièce réussit davantage par la qualité de son style que par son intrigue qui, en raison du sujet choisi, est quelque peu décousue et fait dire à Diderot : « C’est une pelure d’oignon brodée en paillettes d’or et d’argent. »
En 1788, L’Optimiste, en cinq actes, remporte un succès. « L’intrigue, dit La Harpe, en est un peu faible, mais bien conduite et bien ménagée ; elle a même un mérite dramatique, c’est d’amener naturellement des incidents qui font ressortir le principal caractère. »
Le succès est à nouveau au rendez-vous en 1789 avec Les Châteaux en Espagne, qui fait fonds d’un caractère proche de l’optimiste mais, comme le dit Geoffroy, « avec deux grains de folie ». C’est la pièce la plus comique de l’auteur.
L’Optimiste est vivement attaqué par Fabre d'Églantine, qui accuse l’auteur de propager des sentiments contre-révolutionnaires en peignant sous des couleurs optimistes la société d’Ancien Régime. Ces accusations n’affectent pas la carrière de l’auteur, qui se fait désormais appeler Collin-Harleville, porte l’uniforme de commandant de la Garde nationale et fait des déclarations patriotiques. Il a un grand succès avec M. de Crac dans son petit castel en 1791, avant de triompher en 1792 avec la pièce en cinq actes qui est aussitôt considérée comme son chef-d’œuvre, le Vieux Célibataire, qui peint un vieil homme crédule et faible trompé par ses domestiques. Créée au Théâtre de la Nation par Molé et Louise Contat, la pièce est publiée en 1794 et hautement approuvée par la critique.
Sous la Terreur, Collin d’Harleville donne des vers pour les grandes fêtes civiques. En 1795, il reçoit une gratification de la Convention et siège à l’Institut de France nouvellement créé. Il est élu à l’Académie française en 1803. Néanmoins, ces honneurs ne peuvent lui ramener un succès qui s’éloigne durablement de lui et avec qui il ne renoue que brièvement avec Les Mœurs du jour (1800).
Il est fort lié avec Louis-Benoît Picard et François Andrieux, qui publie son Théâtre et poésies fugitives  en 1805.

## Œuvres
- L’Inconstant, comédie en 3 actes et en vers (1780), Paris, Comédie-Française, 13 juin 1786. lire en ligne sur Gallica
- L’Optimiste, ou l’homme toujours content, comédie, Paris, Comédie-Française, 22 février 1788. lire en ligne sur Gallica
- Les Châteaux en Espagne, comédie en 5 actes et en vers, Paris, Comédie-Française, 20 février 1789. lire en ligne sur Gallica
- Monsieur de Crac dans son petit castel, ou les Gascons, comédie en 1 acte et en vers avec un divertissement, Paris, Comédie-Française, 4 mars 1791. lire en ligne sur Gallica
- Le Vieux Célibataire, comédie en 5 actes et en vers, Paris, théâtre de la Nation, 24 février 1792. lire en ligne sur Gallica
- Malice pour malice, comédie en 3 actes et en vers, Paris, théâtre Louvois, 18 pluviôse an II (6 février 1794)
- Rose et Picard, ou suite de l’Optimiste, comédie en 1 acte et en vers avec 1 vaudeville et des couplets, musique de Nicolas Dalayrac, 1794. lire en ligne sur Gallica
- Être et Paraître, ou les Deux voisins, comédie en cinq actes et en vers, Paris, théâtre de la rue Feydeau, 1796.
- Les Artistes, pièce en 4 actes et en vers, Paris, 19 brumaire an V (9 novembre 1796). lire en ligne sur Gallica
- Melpomène et Thalie, poème allégorique en 2 chants, lu à la séance publique de l’Institut National, le 15 nivôse an VII, par le citoyen Colin Harleville (4 janvier 1799)
- Les Mœurs du jour, ou l’École des jeunes femmes, comédie en 5 actes et en vers, Paris, théâtre français de la République, 7 thermidor an VIII (26 juillet 1800). lire en ligne sur Gallica
- Le Veuf amoureux ou la Véritable amie, comédie en trois actes et en vers, Paris, Comédie-Française, 30 mars 1803.
- Le Vieillard et les Jeunes Gens, comédie en cinq actes, en vers, Paris, théâtre Louvois, 15 prairial an XI (4 juin 1803).
- Il veut tout faire, comédie épisodique en 1 acte et en vers, Paris, théâtre Louvois, 21 pluviôse an XII (11 février 1804).
- Les Querelles des deux frères, ou la Famille bretonne, comédie en 3 actes, en vers, Paris, théâtre de l’Impératrice, 17 novembre 1808.
- Œuvres de Collin d’Harleville (4 volumes, 1821). Texte en ligne 1 2 3 4

## Hommages

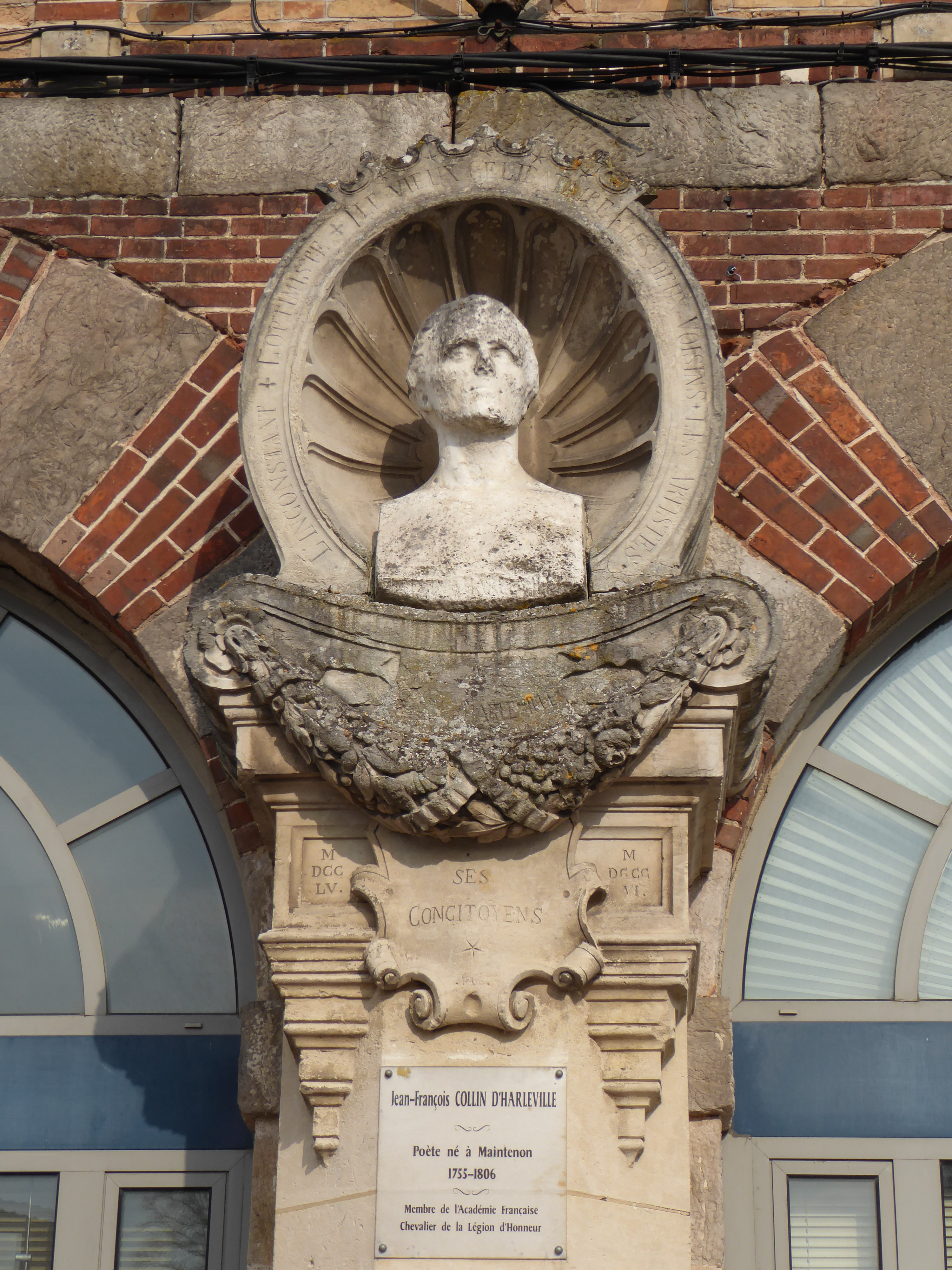
Buste de Collin d'Harleville ornant l'ancien hôtel de ville de Maintenon.

- L'ancien hôtel de ville de Maintenon est orné d'un buste lui rendant hommage : sont gravés autour du buste les titres de plusieurs œuvres du dramaturge L’Inconstant, L’Optimiste, Le Vieux célibataire, Les Deux voisins, Les Artistes ;
- En 1806, à sa mort, un buste en plâtre de Collin d'Harleville est sculpté par Jean-Antoine Houdon. En 2008, il est inscrit en tant que monument historique et conservé dans la collection des archives départementales d'Eure-et-Loir[5] ;
- Son nom a été attribué à la rue de Chartres reliant la place du Général-de-Gaulle à la rue Sainte-Même ;
- Sa maison à Mévoisins existe toujours, elle fut rapidement mise en vente après sa mort et ainsi décrite dans une annonce : « jolie maison de campagne composée d'un bâtiment de maître, ayant plusieurs appartements commodes ; maison de jardinier, écurie, vacherie, cellier, bûcher, grange, chartrie (sic) et autres bâtiments ; beau potager et bassin au milieu, vigne, bosquets et autre promenades ; quantité de beaux cerisiers ; le tout clos de murs et de fossés »[6].